# مگومی فیلد
مگومی فیلد (انگلیسی: Megumi Field؛ زادهٔ ۱۵ اکتبر ۲۰۰۵) شناگر شنای موزون اهل ایالات متحده آمریکا است.
وی در مسابقات کشوری و بین‌المللی در مجموع برندهٔ ۱ مدال نقره شده است.